# Inverno russo (Timkov)
Inverno russo (in russo Русская зима. Иней?) è un dipinto del 1969 del pittore sovietico russo Nikolaj Efimovič Timkov, che rappresenta una gelida giornata nel villaggio di Valentinovka, nella regione di Tver.

## Storia
Il dipinto «Inverno russo» fu esposto per la prima volta nel 1975 nelle sale dell'Unione degli Artisti di Leningrado in occasione di una mostra di opere di Nikolaj Timkov. Nel 1982 il dipinto fu esposto alla fiera di Mosca nella Casa degli Artisti e nella mostra presso l'Accademia aeronautica Jurij Gagarin della Città delle Stelle. Nel 1994 fu esposto in Francia in una mostra di opere provenienti dalle collezioni dell'Unione degli Artisti di San Pietroburgo. Nel 2007 «Inverno russo» è stato riprodotto nel libro «Sconosciuto Realismo Socialista. La Scuola di Leningrado».

## Descrizione
Il dipinto raffigura il fiume Msta, un gruppo di pioppi ad alto fusto in blu e il bordo smerigliato del villaggio di Valentinovka. In questi luoghi l'artista ha lavorato per trent'anni. Si tratta di una pittura decorativa nella quale si distinguono monumentalità e lirismo, caratteristiche della creatività di Timkov dopo un viaggio effettuato nel 1968 fino agli Urali. Sono qualità che porteranno fama al maestro russo.